# Riley Dunlap
Riley E. Dunlap, né en 1943, est un sociologue et universitaire américain. 

## Biographie
Il est professeur émérite de l'université d'État de l'Oklahoma.
Il a contribué, avec William Catton, à la naissance de la sociologie de l'environnement comme branche de la sociologie, dans les années 1970,,.

## Publications
- « Environmental Sociology: A New Paradigm », The American Sociologist, volume 13, février 1978, pages 41–49
- avec William Catton, « Un nouveau paradigme écologique pour une sociologie post-abondance », Questions de communication, vol. 32, no 2,‎ 2017, p. 125-152 (lire en ligne, consulté le 7 mai 2021).